# Emirates Cup 2007
Navigation
Édition suivante
L’édition 2007 de l'Emirates Cup est la première de cette compétition de football amicale organisée par Arsenal. Elle s'est tenue les 28 et 29 juillet 2007 à l'Emirates Stadium.

## Classement final
| Rang | Équipe      | Pts | J | G | N | P | Bp | Bc | Diff |
| ---- | ----------- | --- | - | - | - | - | -- | -- | ---- |
| 1    | Arsenal FC  | 10  | 2 | 2 | 0 | 0 | 4  | 2  | +2   |
| 2    | Paris SG    | 7   | 2 | 1 | 0 | 1 | 4  | 2  | +2   |
| 3    | Valence CF  | 5   | 2 | 1 | 0 | 1 | 2  | 3  | -1   |
| 4    | Inter Milan | 1   | 2 | 0 | 0 | 2 | 1  | 4  | -3   |

## Journée

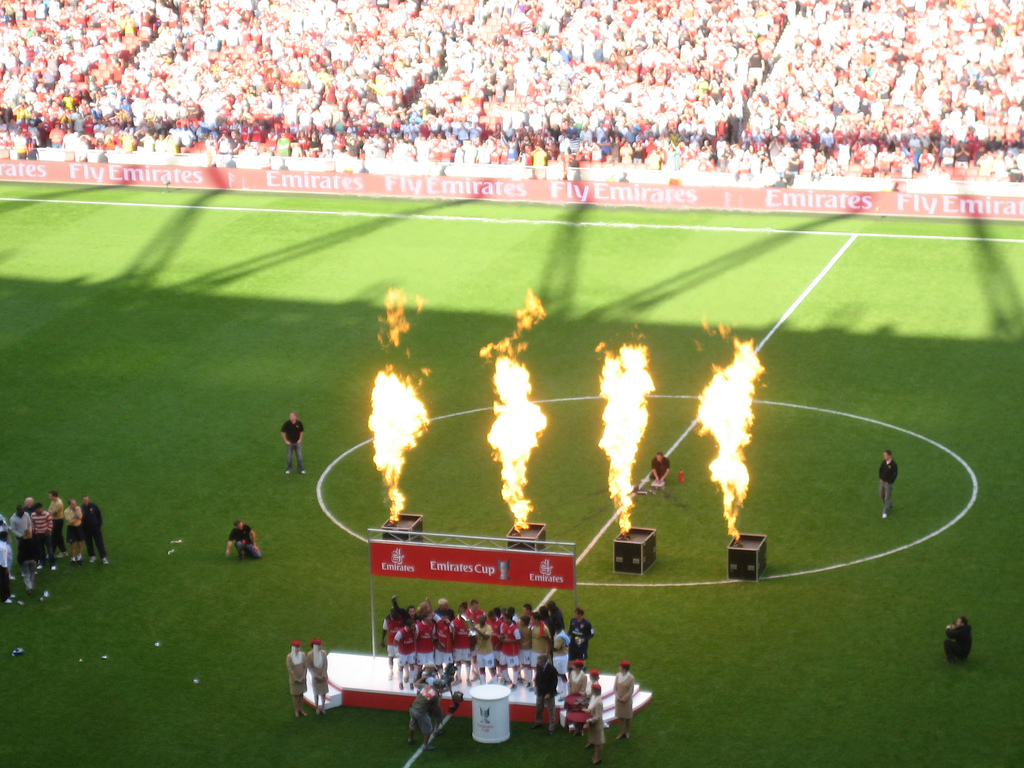
Arsenal qui soulevé le trophée

### 1erjour
| 28 juillet 2007 | Inter Milan | 0–2 | Valence CF              | Emirates Stadium, Londres                   |                                             |
| 14:00 WEST      |             |     | Gavilan 13e · Villa 39e | Spectateurs : 55 106 Arbitrage : Alan Kelly | Spectateurs : 55 106 Arbitrage : Alan Kelly |
| 14:00 WEST      | Rapport     |     |                         | Spectateurs : 55 106 Arbitrage : Alan Kelly | Spectateurs : 55 106 Arbitrage : Alan Kelly |

| 28 juillet 2007 | Arsenal                    | 2–1 | Paris SG      | Emirates Stadium, Londres                     |                                               |
| 16:15 WEST      | Flamini 45e · Bendtner 70e |     | Luyindula 80e | Spectateurs : 55 106 Arbitrage : Peter Walton | Spectateurs : 55 106 Arbitrage : Peter Walton |
| 16:15 WEST      | Rapport                    |     |               | Spectateurs : 55 106 Arbitrage : Peter Walton | Spectateurs : 55 106 Arbitrage : Peter Walton |

### 2ejour
| 29 juillet 2007 | Paris SG                              | 3–0 | Valence CF | Emirates Stadium, Londres                       |                                                 |
| 14:00 WEST      | Diané 15e · N'Gog 30e · Luyindula 85e |     |            | Spectateurs : 59 821 Arbitrage : Andre Marriner | Spectateurs : 59 821 Arbitrage : Andre Marriner |
| 14:00 WEST      | Rapport                               |     |            | Spectateurs : 59 821 Arbitrage : Andre Marriner | Spectateurs : 59 821 Arbitrage : Andre Marriner |

| 29 juillet 2007 | Arsenal                   | 2–1 | Inter Milan | Emirates Stadium, Londres                    |                                              |
| 16:15 WEST      | Hleb 67e · van Persie 85e |     | Suazo 62e   | Spectateurs : 59 821 Arbitrage : Mark Halsey | Spectateurs : 59 821 Arbitrage : Mark Halsey |
| 16:15 WEST      | Rapport                   |     |             | Spectateurs : 59 821 Arbitrage : Mark Halsey | Spectateurs : 59 821 Arbitrage : Mark Halsey |

## Meilleurs buteurs
2 buts
- Peguy Luyindula (Paris SG)

1 but
- Nicklas Bendtner (Arsenal)
- Amara Diané (Paris SG)
- Mathieu Flamini (Arsenal)
- Jaime Gavilán (Valence CF)
- Aliaksandr Hleb (Arsenal)
- David N'Gog (Paris SG)
- David Suazo (Inter Milan)
- Robin van Persie (Arsenal)
- David Villa (Valence CF)